# Средневековые короны
Средневековые короны — сохранившиеся до наших дней европейские короны, созданные до XVII века.

## Характеристика
В мире сохранилось считанное количество древних корон, большинство из них являются почитаемыми государственными регалиями — символами государственности, долгое время использовавшимися для коронаций; либо же священными христианскими реликвиями, и поэтому они хранятся в «казне» или музеях. выполняющих функцию государственных сокровищниц, а также в соборах. Несколько древних корон были найдены случайно (в кладах), при целенаправленных раскопках, а также при вскрытии гробниц. В «обычные» музеи, как правило, попадают именно они — неизвестные до XIX—XX веков и не ставшие символами.
Среди христианских реликвий есть короны, которые со временем стали украшениями портретных бюстов-реликвариев. Отдельный тип корон — «вотивные», это венцы, которые вкладывались в храмы по обету. Обычно они подвешивались на драгоценных цепях. В некоторых случаях невозможно установить, использовались ли вотивные короны в повседневной жизни, как носильные. «Погребальные короны» изготавливались специально для похоронного обряда, они отличаются более простой работой и дешевизной, так как их функция была символической, а не представительской.
Люди использовали венцы, диадемы, тиары, короны в качестве знаков власти с древнейших времен, включая доисторические. Западноевропейские короны Средневековья и Ренессанса развились на основе византийских венцов, в свою очередь, унаследовавших традиции Древнего Рима и эллинизма. Первые западноевропейские короны несут отчетливое византийское влияние, переделаны из фрагментов византийских ювелирных изделий либо же прямо являются подарками византийского императора. Также в средневековых коронах использовались античные элементы, в первую очередь, драгоценные резные камеи, а также старые камни. На протяжении своего бытования вплоть до Новейшего времени короны переделывались и дополнялись деталями, если только не были изъяты из употребления (например, погребением).
Ранние вотивные короны имеют самую простую форму в виде кольца. Позже появляется вариант корон с зубцами (часто в виде флер-де-лис, иногда с крестами). На основе сложных форм, пришедших из Византии, возникает тип, позже нашедший свое окончательное воплощение в императорских митрообразных коронах с разомкнутыми полусферами. Восточные «короны», «шапки» (Османская империя, Русь) развиваются по своему пути.

## Список
| Илл. | Название                                                                                  | Век                         | Происхождение             | Местонахождение                                                          | Примечание |
| ---- | ----------------------------------------------------------------------------------------- | --------------------------- | ------------------------- | ------------------------------------------------------------------------ | --- |
|      | Железная корона                                                                           | IV-V вв. (предположительно) | Ломбардия                 | Собор Иоанна Крестителя в Монце, близ Милана                             | После лангобардских королей ею короновались большая часть германских императоров, от Карла Великого до Карла V; Наполеон I, в качестве короля Ломбардо-Венецианского, — австрийский император Фердинанд I |
|      | Корона Теодолинды                                                                         | VII в.                      | Ломбардия                 | Собор Иоанна Крестителя в Монце, близ Милана                             | Предположительно, вотивная корона |
|      | Корона Реккесвинта                                                                        | VII в.                      | Вестготское царство       | Национальный археологический музей, Мадрид                               | Вотивная корона из клада в Гваррасаре, где было 6 корон. Вложена в храм королем вестготов Реккесвинтом. Найденная в том же кладе корона короля Свинтилы украдена в 1921 году. Другие 4: диадема аббата Феодосия (Мадрид) и три короны в Музее Клюни (Париж). К этому же типу вестготских вотивных корон относится изделие в Каталонии. |
|      | Вотивная корона императора Льва VI                                                        | Конец IX — начало X века    | Византия                  | Собор Святого Марка (Венеция)                                            | C куском хрусталя, установленным внутрь, и фигуркой, т. н. «Грот Богоматери». |
|      | Корона Карла Великого                                                                     | Конец X века (?)            | Священная Римская империя | Императорская сокровищница дворца Хофбург в Вене                         | Ею короновались почти все германские монархи раннего Средневековья, начиная с Конрада II. |
|      | Корона Мономаха (Корона Константина IX Мономаха)                                          | Между 1042—1050 годами      | Византия                  | Венгерский национальный музей, Будапешт                                  | Найдена в 1860 году при пахоте в Венгрии. |
|      | Эссенская корона (Детская корона Оттона III)                                              | Середина XI века            |                           | Сокровищница Эссенского собора                                           | Ранее считалось, что именно ею Оттон III был коронован в 983 году. |
|      | Корона святого Иштвана                                                                    | XI век                      | Венгрия                   | Центральный зал здания венгерского парламента                            | Предположительно, составная. |
|      | Корона Кунигунды                                                                          | XI век                      |                           | Мюнхенская резиденция                                                    | |
|      | Готическая корона с лилиями Кунигунды (Gotische Lilienkrone Krone der Kaiserin Kunigunde) | XI век                      |                           | Мюнхенская резиденция                                                    | |
|      | Погребальные короны Белы III и Анны (Агнессы) Антиохийской                                | До 1196                     | Венгрия (?)               | Венгерский национальный музей                                            | Серебряные. Найдены в могиле Белы III |
|      | Женская корона из частной коллекции                                                       | XII-XIII век                | Византия                  | Частная коллекция (с 1920)                                               | Серебро, стекло. Владелец неизвестен — Елена Сербская, Ефросинья Киевская, Мария Ласкарина (?). Найдена в могиле в Венгрии |
|      | Плоцкая диадема                                                                           | Начало XIII века            | Венгрия (?)               | Плоцкий собор                                                            | Была короной мазовецких князей. В 1601 году надета на бюст-реликварий св. Сигизмунда, в таком виде пребывает и поныне |
|      | Корона Констанции Арагонской                                                              | Начало XIII века (?)        | Византия; Сицилия (?)     | Собор Палермо                                                            | Первоначально греко-византийская камилавка. Найдена в гробнице императрицы в соборе Палермо в 1781 году |
|      | Корона-реликварий Параклета                                                               | 1230-1240                   |                           | Амьенский собор                                                          | С реликвиями Страстей Христовых |
|      | Корона-реликварий                                                                         | 1260-1280                   |                           | Лувр                                                                     | |
|      | Погребальная корона с острова Маргит (A margitszigeti korona)                             | 3-я четверть XIII века      | Венгрия (?)               | Венгерский национальный музей                                            | Из погребения Иштвана V, разграбленного в XIX веке. возможно, его или его супруги Елизаветы Куманской |
|      | Корона Генриха II                                                                         | Конец XIII века             |                           | Мюнхенская резиденция                                                    | Была частью реликвария Генриха II |
|      | Фрагмент короны                                                                           | XIII век                    | Венгрия (?)               | Венгерский национальный музей                                            | 5 фрагментов. Украшена бирюзой и гранатами, узор из лилий. Предположительные владельцы — Иоланда де Куртене или Мария Ласкарина |
|      | Погребальная корона Генриха VII                                                           | 1313 (?)                    |                           |                                                                          | Погребальная корона, найдена в могиле императора в Пизанском соборе |
|      | Корона Карла IV                                                                           | До 1349 года                |                           | Сокровищница Аахенского собора                                           | Украшена античными камеями |
|      | Корона Святого Вацлава                                                                    | 1345—1346                   | Чехия                     | Коронная комора собора Святого Вита, Вацлава и Войтеха в Пражском граде. | |
|      | Корона из Задара                                                                          | 1350-1370                   | Буда или Вышеград         | Постоянная экспозиция религиозного искусства, Задар                      | Возможно, принадлежала Елизавете Боснийской. Найдена в саркофаге св. Симеона в Задаре (Хорватия) |
|      | Фрагменты короны из Трогира                                                               | Около 1350—1370             | Венгрия                   |                                                                          | Возможно, принадлежала Елизавете Польской, жене Карла I Роберта Венгерского. 4 фрагмента — из монастыря клариссинок в Трогире, 2 — из собора Трогира. Корона из лилий, камни — хризолиты (?) и топазы (?). |
|      | Корона принцессы Бланш (Корона Палатина, Богемская корона)                                | Около 1370                  | Англия (?)                | Мюнхенская резиденция                                                    | |
|      | Корона реликвария Иоанна Крестителя из Буртшейда                                          | Около 1370                  |                           | Сокровищница Аахенского собора                                           | |
|      | Погребальная корона из Надьварада (Оради) (Погребальная корона Марии Венгерской)          | Середина XIV века           | Венгрия                   | Венгерский национальный музей                                            | Серебряная позолоченная, с флер-де-лис, рубины, изумруды. Погребальная корона Марии Венгерской или императора Сигизмунда. Найдена (вместе с державой) в гробнице в соборе Надьварада в 1755 году. |
|      | Корона из клада Сьрода                                                                    | XIV век                     |                           |                                                                          | Клад найден в 1985—1988 годах. Предположительно принадлежала Бланке Валуа — жене Карла IV. |
|      | Корона                                                                                    | XIV век                     |                           | Musée de Cinquantenaire (Брюссель)                                       | Серебряная позолоченная |
|      | Корона Маргариты Йоркской                                                                 | 1468                        | Англия                    | Сокровищница Аахенского собора                                           | Была частью приданого английской принцессы. |
|      | Т. н. Надьварадская вотивная корона                                                       | XV век                      |                           |                                                                          | Во второй половине XVIII в. была случайно найдена в г. Надьварад (совр. Орадя, Румыния) при рытье колодца и может происходить из захоронения венгерского короля Сигизмунда Люксембурга |
|      | Корона                                                                                    | XV век                      |                           | Ноннбергское аббатство (Зальцбург)                                       | Серебряная позолоченная, с узором из лилий |
|      | Корона Фридриха III                                                                       | Начало XVI века             | Священная Римская империя | Собор Святого Стефана в Вене                                             | Обнаружена в XXI веке при изучении его саркофага с помощью видеокамер. Не извлечена. На сегодняшний момент является древнейшим образцом митрообразной короны из двух разомкнутых полусфер. |
|      | Шапка Мономаха                                                                            | 1505—1526; XIV—XVII века    | Русь                      | Оружейная палата, Москва                                                 | Единый предмет составлен из более ранних деталей |
|      | Корона Шотландии                                                                          | До 1540                     | Шотландия                 | Эдинбургский замок                                                       | Старейшая сохранившаяся корона-регалия Великобритании. Древнейшей уцелевшей короной Англии считают корона Святого Эдуарда (1649), сделанную на основе короны XI века |
|      | Корона Богоматери Саграрио (Corona de la Virgen del Sagrario)                             | До 1540                     | Испания                   | Собор Толедо                                                             | Нижняя часть — корона королевы Изабеллы Кастильской. В 1540 году корона уже была в соборе (появилась ли она при жизни королевы — не ясно — она умерла в 1504 году). В 1568 корона была дополнена и нарощена в высоту |
|      | Шапка Казанская                                                                           | 1552                        | Русь                      | Оружейная палата, Москва                                                 | |
|      | Корона Эрика XIV Шведского                                                                | 1561                        | Швеция                    | Стокгольмский дворец                                                     | |
|      | Тиара папы Григория XIII                                                                  | 1572-1585                   | Италия (?)                | Ватикан (?)                                                              | Самая старая уцелевшая папская тиара |
|      | Корона Кристиана IV Датского                                                              | 1595-1596                   | Дания                     |                                                                          | |
|      | Корона Иштвана Бочкаи                                                                     | Около 1605                  | Османская империя         | Императорская сокровищница дворца Хофбург в Вене                         | Подарок от султана венгерскому вассалу. Возможно, переделка чего-то более раннего греческого |